# Mireia Casas i Albiach
Mireia Casas i Albiach (Barcelona, 16 d'abril de 1969 — Arenys de Mar, 8 de setembre de 2002) fou una regatista catalana.
Formada a l'escola de vela del Club Nàutic Arenys de Mar, fou una de les surfistes pioneres i destacades de l'època. Va proclamar-se campiona d'Espanya el 1987 i competí en dos edicions dels Jocs Olímpics, a Barcelona 1992, en la classe Lecher A-390, i a Atlanta 1996, en la classe Mistral. És l'única catalana que ha competit en la prova de surf de vela en uns Jocs Olímpics.